# La Scala: Concert 03 03 03
La Scala: Concert 03 03 03 è un album del pianista italiano Ludovico Einaudi, pubblicato nel 2003.
L'album contiene una cover di Lady Jane dei Rolling Stones.

## Registrazione
Nonostante il titolo, il concerto è stato eseguito al teatro degli Arcimboldi di Milano il 3 marzo 2003. L'opera è stata registrata a 24 bit/96 kHz e l'autore ha suonato un pianoforte Steinway & Sons, proveniente dalla collezione Fabbrini.

## Tracce
CD 1
Musiche di Ludovico Einaudi.
1. Melodia africana 1 – 2:30
2. I due fiumi – 6:08
3. In un'altra vita – 6:54
4. Stella del mattino – 2:32
5. I giorni – 6:23
6. Limbo – 5:38
7. La nascita delle cose segrete – 4:40
8. Bella notte – 5:57

Durata totale: 40:42
CD 2
Musiche di Ludovico Einaudi, tranne traccia 11.
1. Fuori dalla notte – 5:01
2. Al di là del vetro – 5:00
3. White night – 3:02
4. La linea scura – 5:07
5. Giorni dispari – 5:52
6. Passaggio – 5:52
7. Nefeli – 4:27
8. Password – 4:50
9. Questa notte – 5:54
10. Julia – 4:53
11. Lady Jane – 3:54 (musica: Mick Jagger, Keith Richards)
12. Fuori dal mondo – 5:24
13. Le onde – 6:39

Durata totale: 65:55